# ワディ・ラム
ワーディー・ラム（アラビア語: وادي رم、ラテン文字：Wadi Rum、ワディ・ラムとも表記、月の谷 - وادي القمرとしても知られる）はヨルダン南部・アカバ県の県都アカバより東に約60kmの地点に位置する砂岩と花崗岩でできた谷であり、ヨルダン最大のワーディー（涸れ川）である。ラムの名前はアラビア語で「高い」を意味する語根に由来していると考えられている。フスハー（正則アラビア語）の発音と対応させるため、考古学者は通常ラテン文字では「Wadi ramm」と表記する。 
2011年、第35回世界遺産委員会にて複合遺産に「ワディ・ラム保護区」として登録された。アラビアのロレンスをはじめとする映画の撮影場所としても知られる。

## 歴史

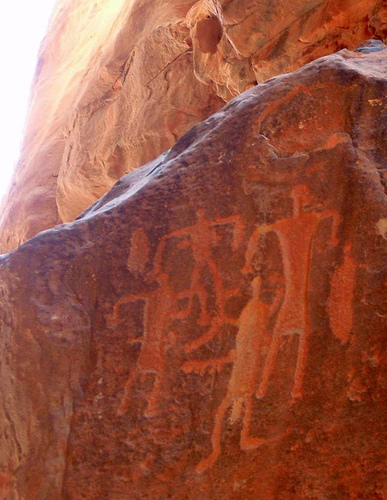
ワーディー・ラムにあるペトログリフ

ワーディー・ラムは先史時代より多くの人類文化を育んできた。ワーディー・ラムにはナバテア王国の人々が残した壁画、落書き、遺構などが残されている。
西洋においては、ワーディー・ラムはイギリスの将校トーマス・エドワード・ロレンス（1917～1918年に起きたアラブ反乱中数回に渡りワーディー・ラムを通った）に縁のある場所として名高い。1980年代、ワーディー・ラムにある砂岩の一つがローレンスの書籍から「知恵の七柱（The Seven Pillars of Wisdom）」と呼ばれるようになった。しかし、ローレンスの書籍で取り上げられている「七柱」はワーディー・ラムと何の関連もない。

## 地理
保護地域はワーディー・ラムの谷周辺に集中している。ヨルダンの最高点はウム・ダーミー山山頂の1840mであり、ワーディー・ラム村の南30kmの地点に位置する。この山頂はワーディー・ラム出身のザラビア・ベドウィンであるDifallah Ateegが初めて登頂した。晴天時には紅海やサウジアラビアとの国境を一望できる。
ジャバル・ラム（標高1374m）はヨルダンで2番目に標高の高い地であり、ラム中央部では最も標高の高い地である。
ワーディー・ラムにあるKhaz'ali渓谷はペトログリフがある場所であり、洞窟の壁にはサムード族が暮らしていた時代に描かれた人間や鹿の壁画が残されている。ワーディー・ラム自体には数百人のベドウィン（遊牧民）が暮らしている。また、男子校と女子校がともに1つ、数軒の店、そして砂漠パトロール隊の本部がある。

## 観光

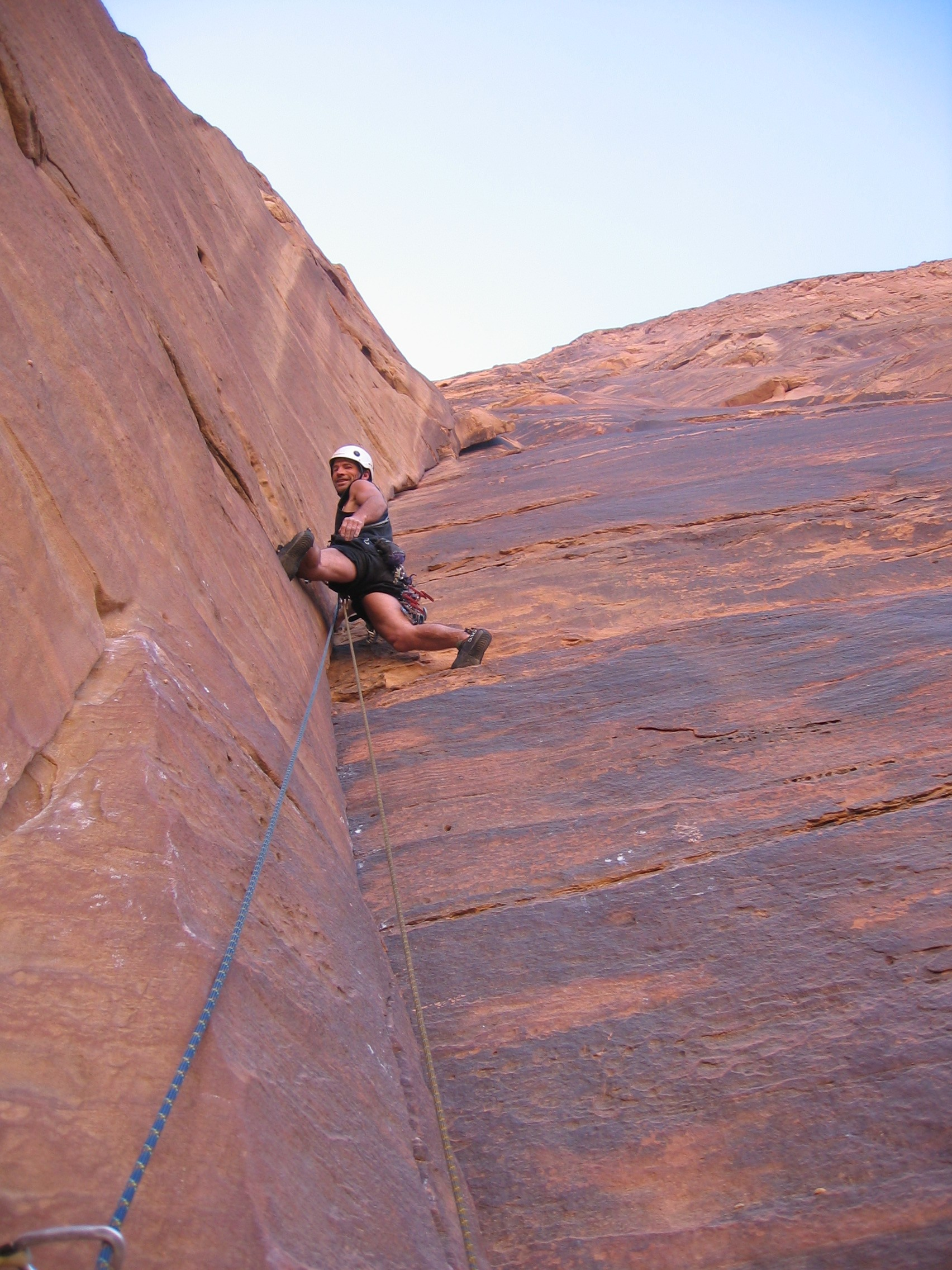
ジェベル・ラムでロッククライミングを行う様子

ワーディー・ラムは登山家やトレッカーとともに働くザラビア・ベドウィン（遊牧民）の故郷であり、エコツーリズム開発の成功により、現代では彼らの主な収入源となっている。ワーディー・ラム周辺地域はヨルダンの観光において有数の観光地であり、外国の旅行者年々増加しており、登山家やロッククライマーによる訪問だけではなく、ラクダ乗り体験のためアカバやペトラから日帰りで訪れる旅行者も増加している。砂漠の環境の中で人気のある観光としては満天の星の下のキャンプやアラブ馬の乗馬体験、ハイキングやロッククライミングが挙げられる。
サハラマラソン中東初の女性参加者として有名なディマ・ハッターブとラマ・ハッターブ姉妹はジャバル・イシュリーンと呼ばれる地方マラソン大会を主催している。

## ロッククライミング
ベドウィンは長年に渡りワーディー・ラムにある砂岩でできた山を登ってきた。彼らの「ベドウィンの道」と呼ばれる登攀ルートの多くは現代のロッククライマーにより再発見され文書化されている。この道の幾つかはトニー・ハワードにより書かれた登山ガイドブックやLiênとGilles Rappeneauによるオンラインの案内情報に記載されている。
1949年、シャー・ハムダーンはジェベル・ラム山頂へと調査隊を派遣した。ヨーロッパ人で初めてジェベル・ラムの登頂に成功した者はハムダーンの案内を受けたCharmian LongstaffとSylvia Branfordtookであり、1952年11月に登頂に成功した。 ロッククライミングに関する記録は1984年に開始され、イギリスの登山家ハワード、ベイカー、テイラー、ショーが初めて登攀に成功した。多くの新たな登攀ルートは1980年代にフランスの案内人Wilfried Colonna、スイスのレミ兄弟、そしてHaupolterとPrechtのチームにより登攀が行われた。ワーディー・ラムの登攀に関する初のガイドブックである「Treks and Climb in Wadi Rum」はトニー・ハワードにより1987年に出版された。登山家のための新ルートに関する本はワーディー・ラムにあるゲストハウスに置かれている。

## 文化
一帯のベドウィンの文化的空間はユネスコの無形文化遺産に指定されている。

### 映画撮影
ワーディー・ラム周辺地域は数多くの映画の撮影場所として利用されてきた。
- アラビアのロレンス - 1962年の映画。デーヴィッド・リーン監督は映画撮影の大部分をワーディー・ラムにて行った[12]。
- レッドプラネット - 2000年の映画。ワーディー・ラムを火星の表面に見立て撮影が行われた。
- 砂漠の情熱 - 1998年の映画。ワーディー・ラム周辺地域が撮影に使用された。
- The Face - BBCの映画。ワーディー・ラムのロッククライミングの先駆者であるトニー・ハワードとディ・テイラーを取り上げている。
- トランスフォーマー/リベンジ - エジプトに見立てて撮影が行われた。
- The Frankincense Trail - 列車からのシーンや空撮にて使用
- プロメテウス - エイリアンの惑星に関するシーンに使用[13]。
- Krrish 3 - 挿入歌「Dil Tu Hi Bata」のシーンにて使用
- May in the Summer - Cherien Dabis監督による2013年度サンダンス映画祭出展映画。ワーディー・ラムで撮影されたシーンを多用しており、映画の方向性を決定づけている。ワーディー・ラムは主人公が平安を周辺世界から離れた自身の内部に見つけるシーンで使用されている。
- オデッセイ (映画) - 2015年の映画。火星の表面に見立てリドリー・スコットが撮影。主演のマット・デイモンは、「そこはあまりに特別な場所で、畏敬の念さえ抱いたよ。今まで見てきた中で最も素晴らしく美しい場所の一つで、地球上にこんな場所はないよ」と述べている[14]。
- スター・ウォーズ/スカイウォーカーの夜明け - 2019年公開予定の映画。ワーディー・ラムでの撮影が行われたことが発表されている。監督のJ・J・エイブラムスは「ワーディー・ラムは息を呑むほど美しいですし、私たちの映画に最適な場所です」と語っている。[15]

## 世界遺産の登録基準
この世界遺産は世界遺産登録基準のうち、以下の条件を満たし、登録された（以下の基準は世界遺産センター公表の登録基準からの翻訳、引用である）。
- (3) 現存するまたは消滅した文化的伝統または文明の、唯一のまたは少なくとも稀な証拠。
- (5) ある文化（または複数の文化）を代表する伝統的集落、あるいは陸上ないし海上利用の際立った例。もしくは特に不可逆的な変化の中で存続が危ぶまれている人と環境の関わりあいの際立った例。
- (7) ひときわすぐれた自然美及び美的な重要性をもつ最高の自然現象または地域を含むもの。

## ギャラリー

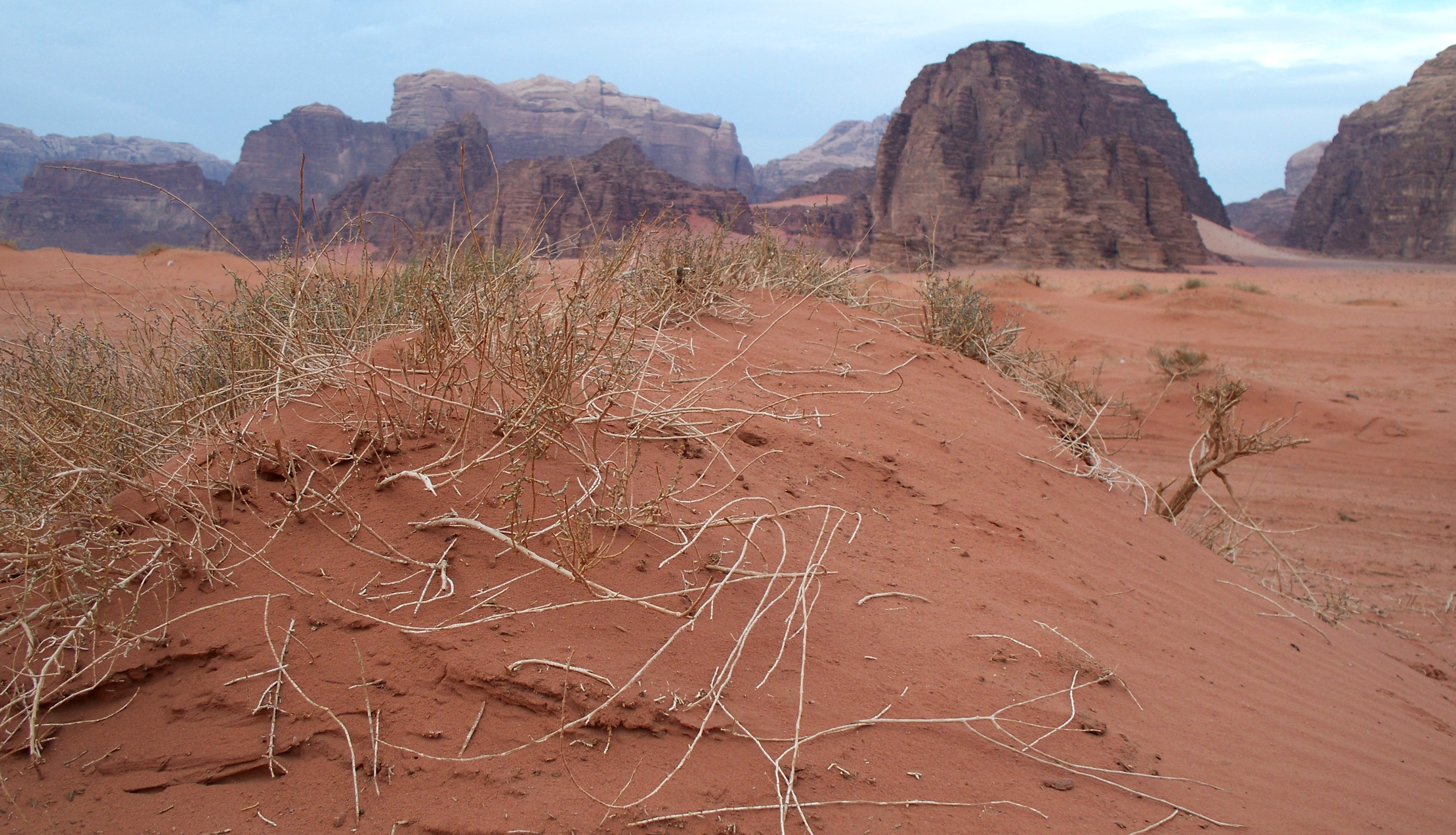
ワーディー・ラム砂漠
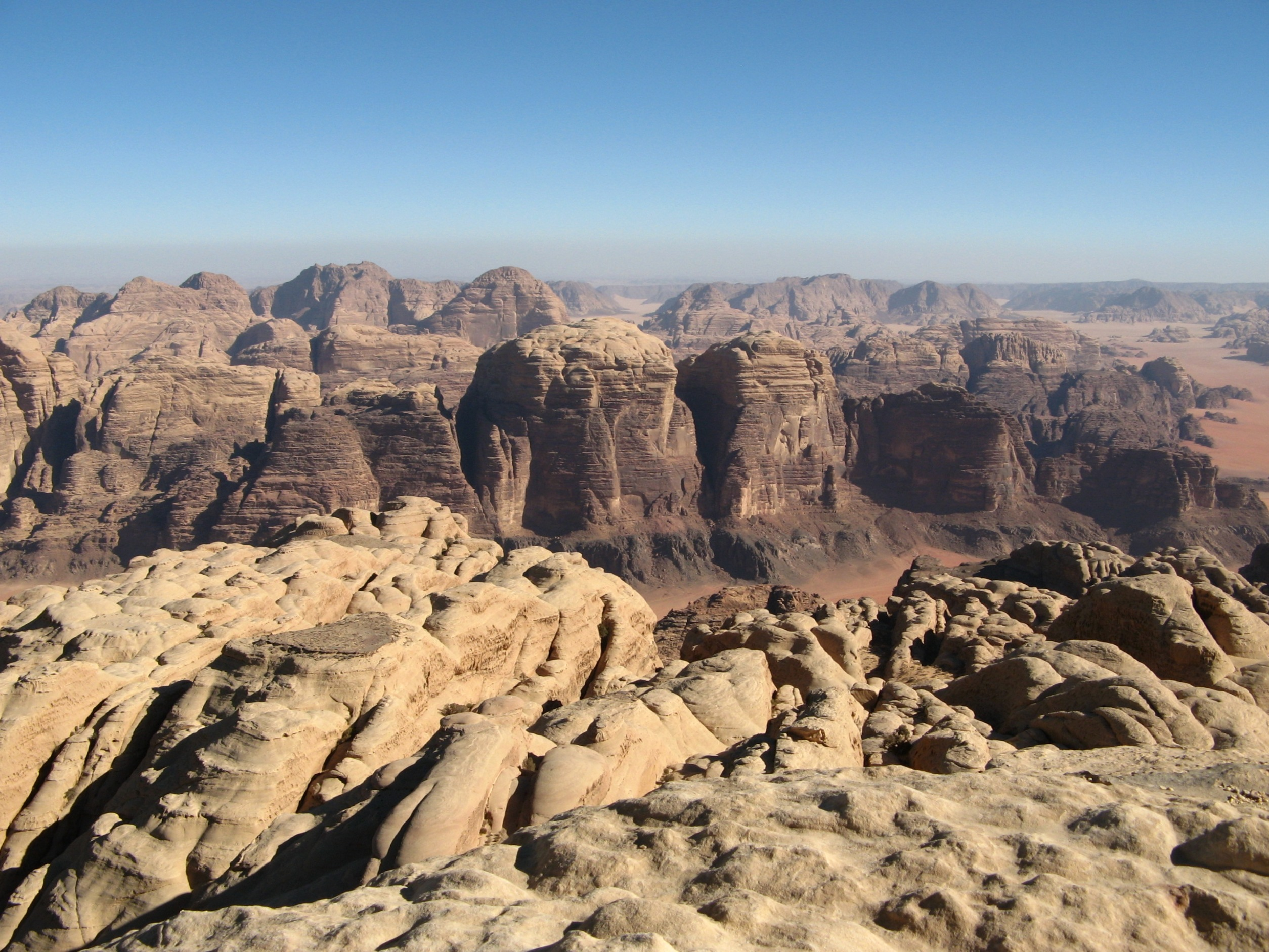
ジャバル・ラム山頂から見た景色
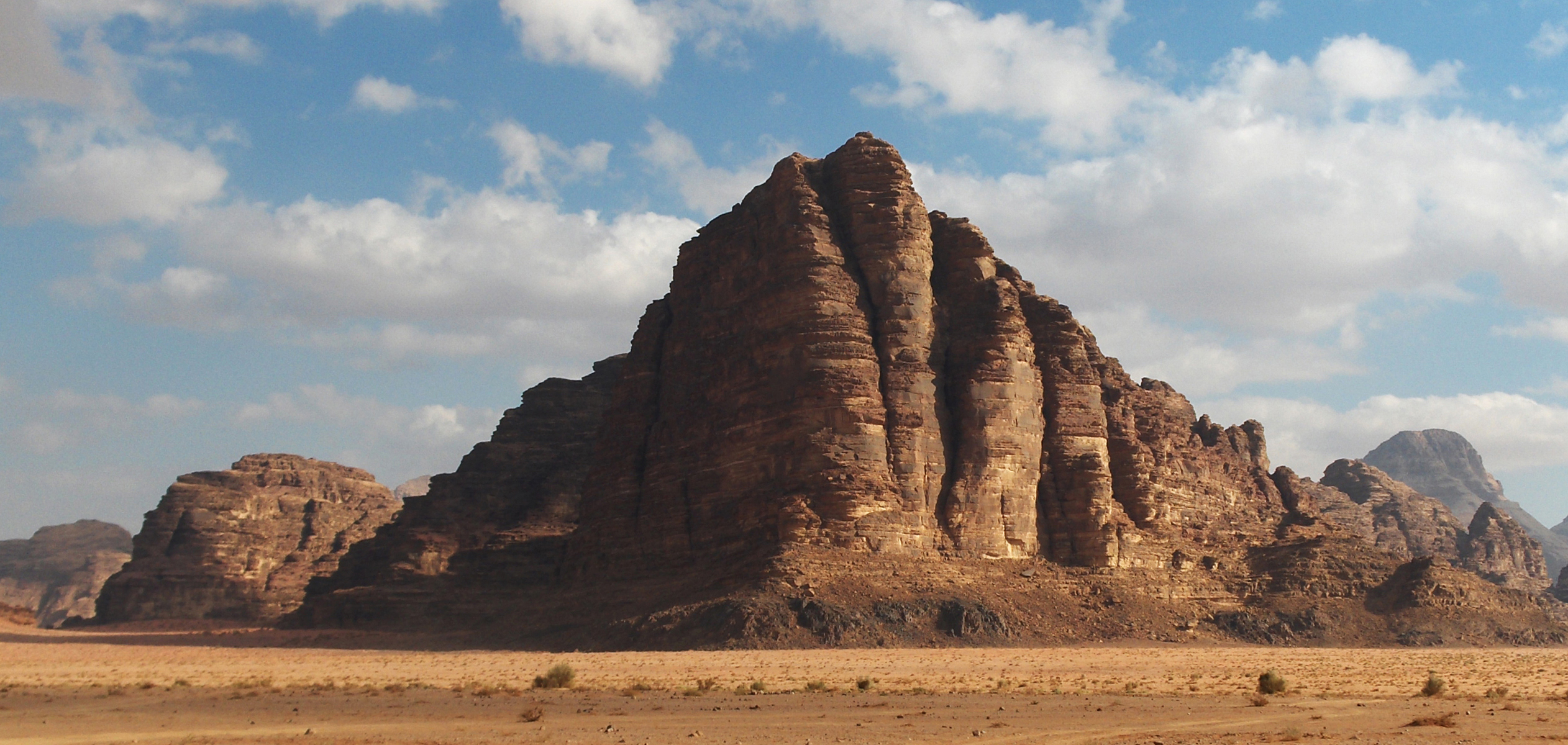
「知恵の七柱」
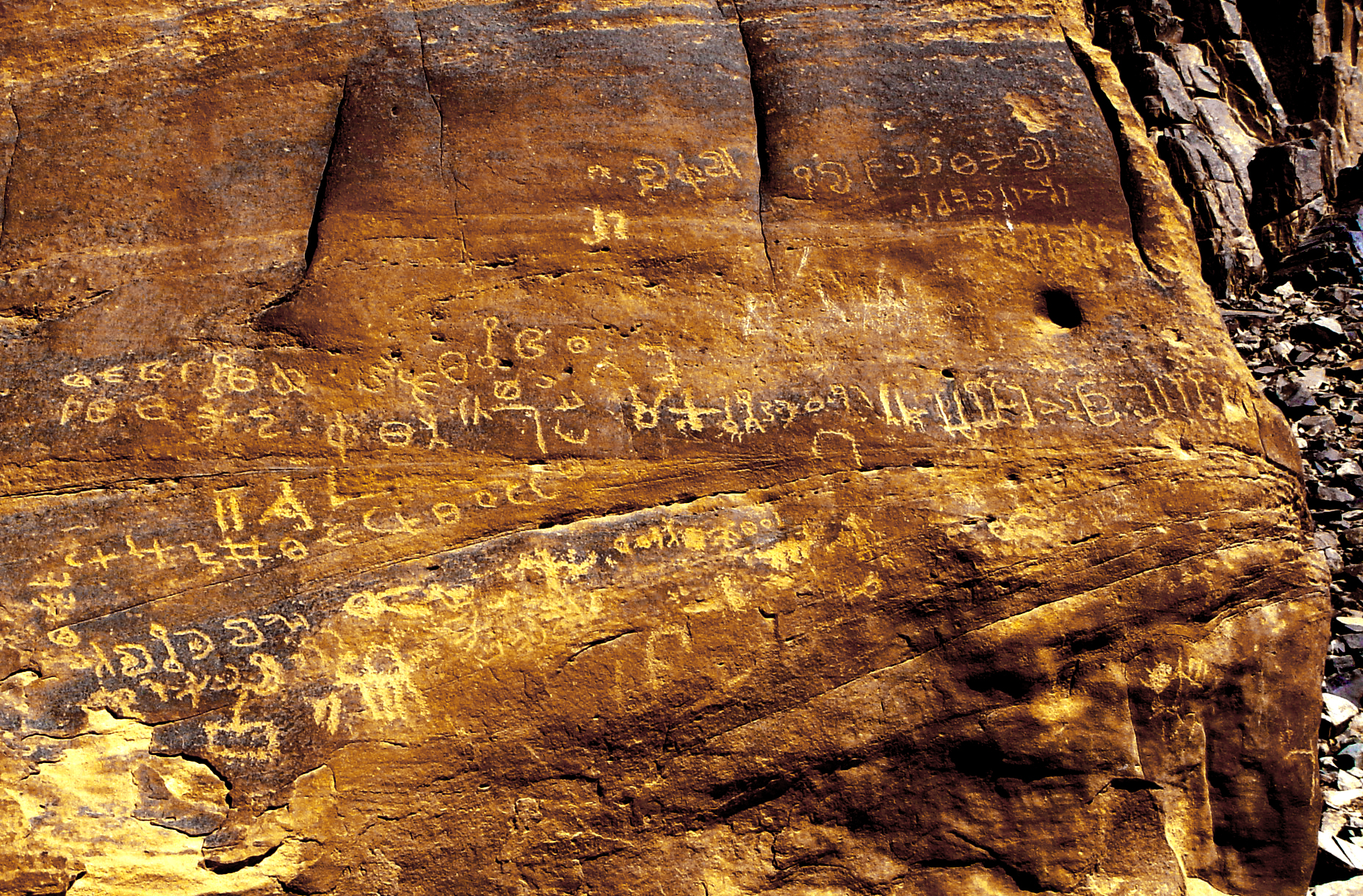
ワーディー・ラムに遺されたサムード文字
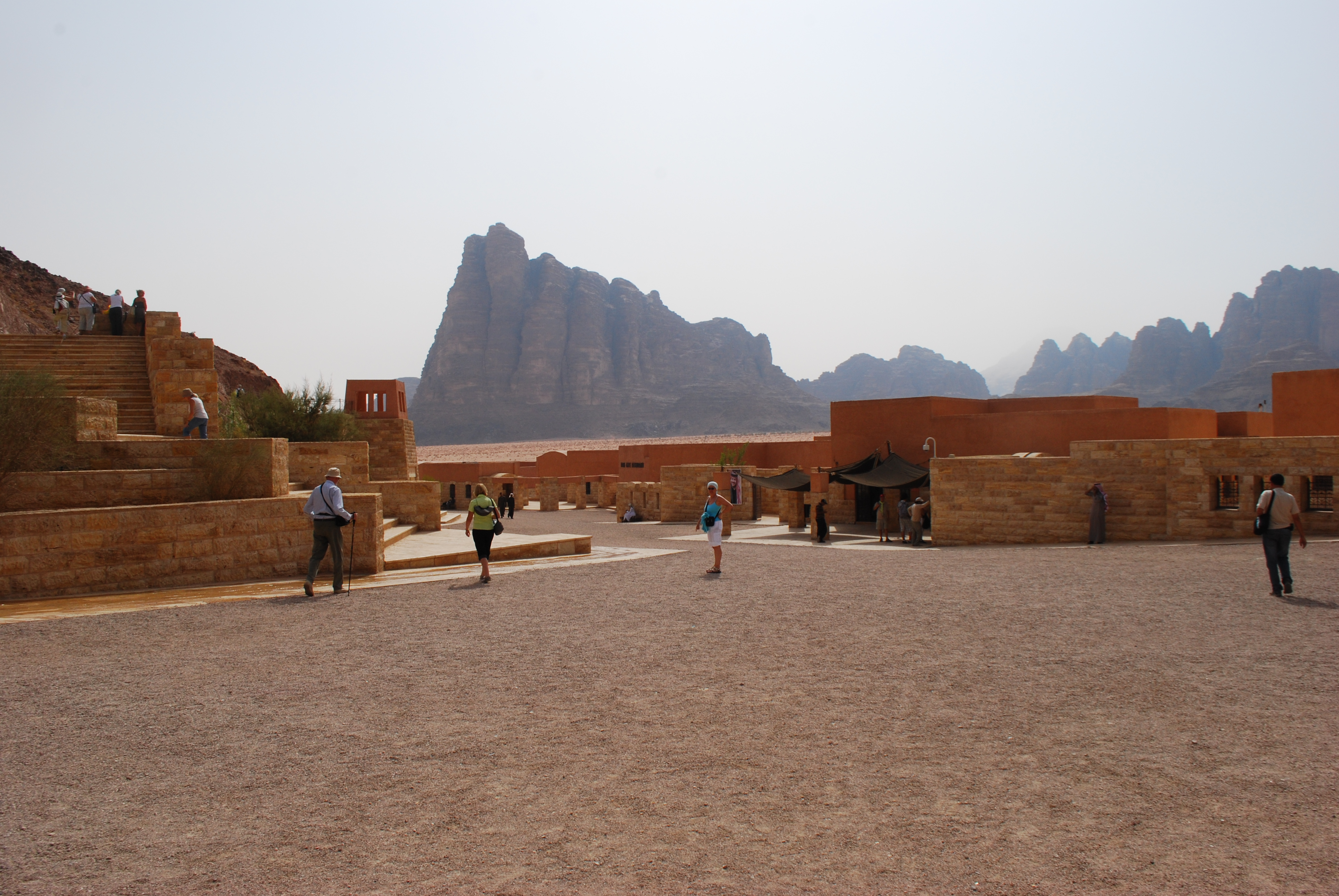
ワーディー・ラム・ビジターセンター
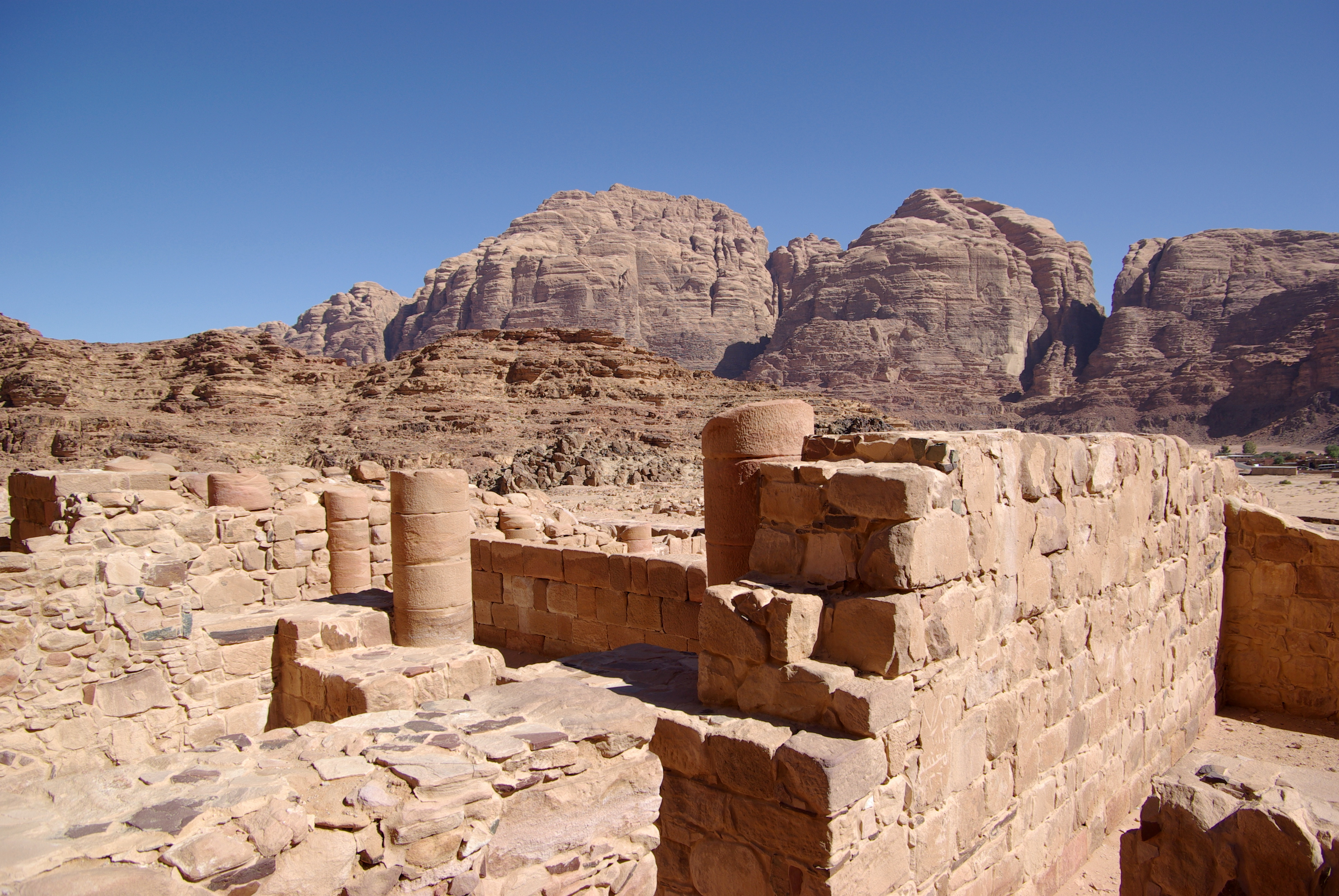
ワーディー・ラムにあるナバテア王国時代の遺構
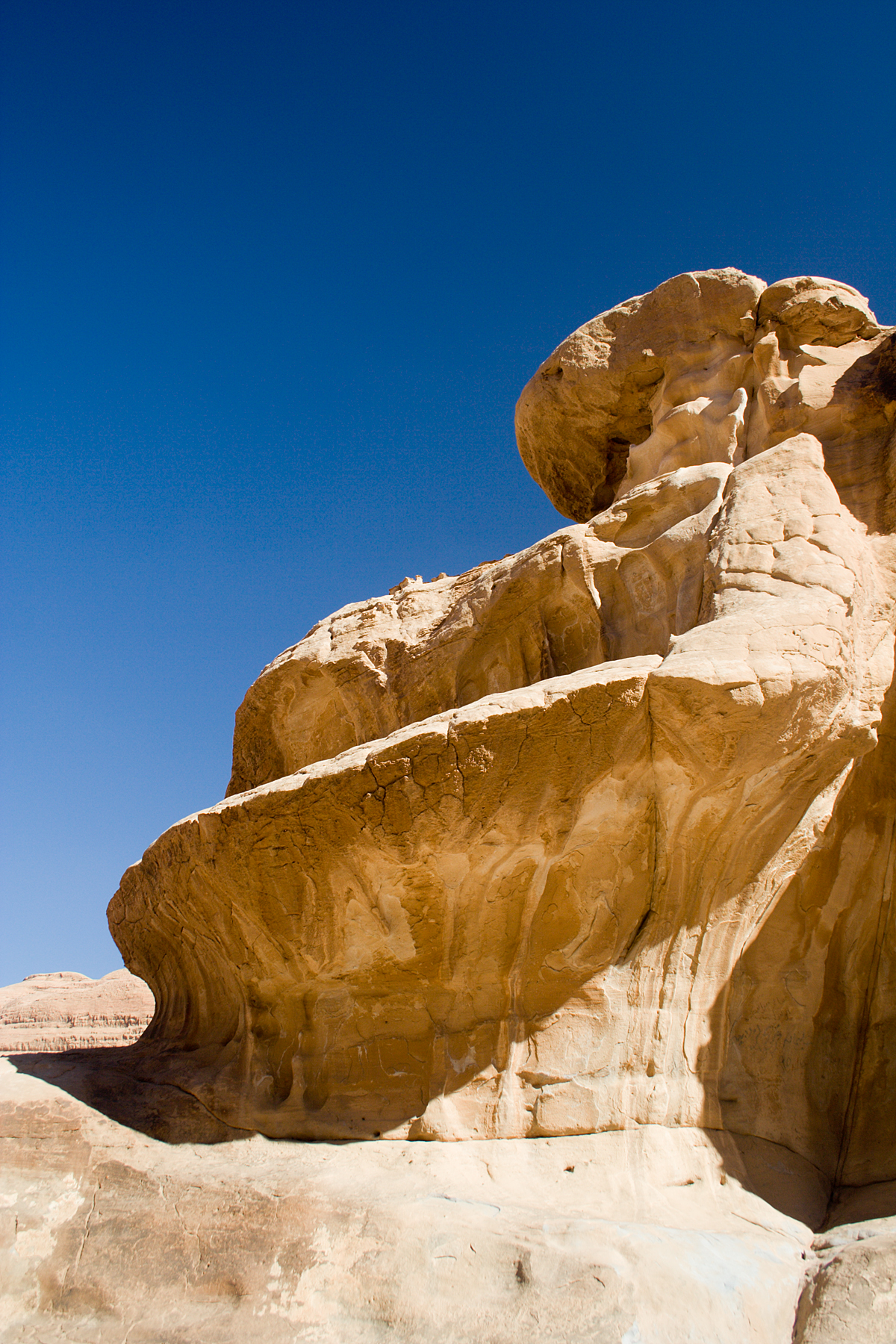
ワーディー・ラムの砂岩
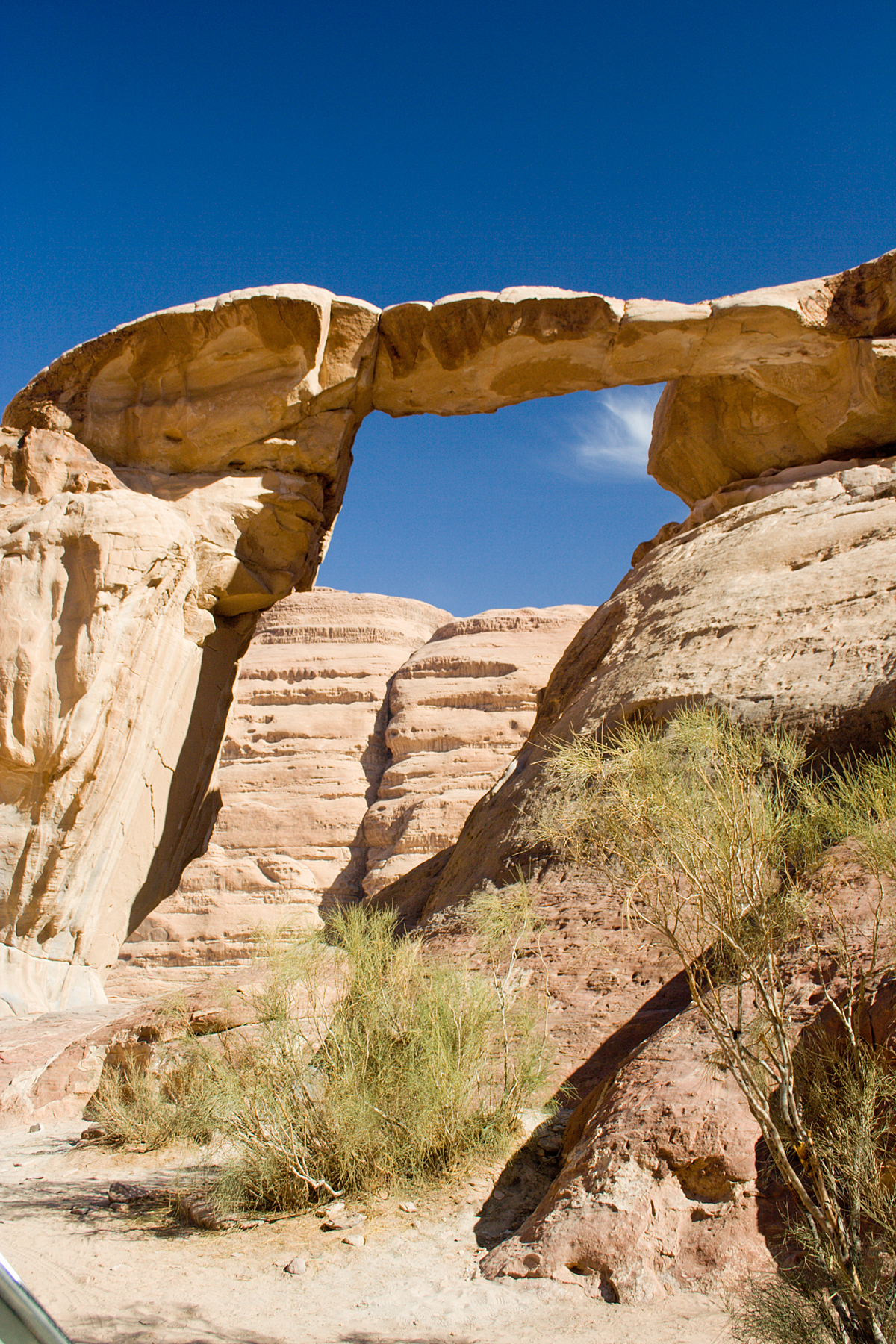
ジャバル・ウンム・ フルス岩橋（北緯29度28分07.5秒 東経35度26分57.2秒 / 北緯29.468750度 東経35.449222度）はヨルダンにある岩橋の一つである。
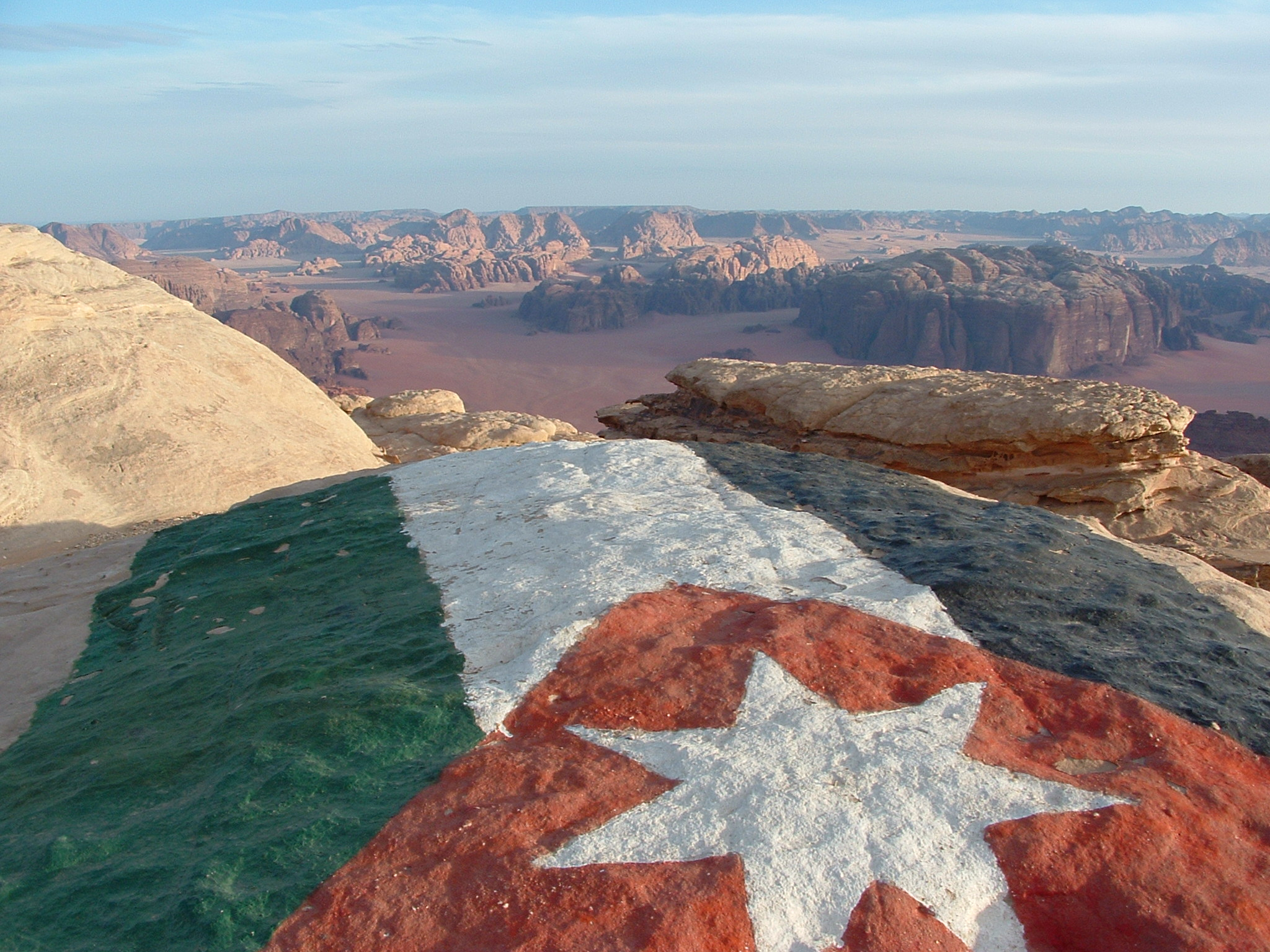
ジャバル・ラム山頂